# Beaulieu (Nièvre)
Beaulieu is een gemeente in het Franse departement Nièvre (regio Bourgogne-Franche-Comté) en telt 32 inwoners (2009). De plaats maakt deel uit van het arrondissement Clamecy. Op 1 januari fuseerde de bestaande gemeente Beaulieu met de gemeenten Dompierre-sur-Héry en Michaugues tot een nieuwe gemeente, eveneens geheten Beaulieu. 

## Geografie
De oppervlakte van Beaulieu bedraagt 5,0 km², de bevolkingsdichtheid is 6,5 inwoners per km².
De onderstaande kaart toont de ligging van Beaulieu (Nièvre) met de belangrijkste infrastructuur en aangrenzende gemeenten.

## Demografie
Onderstaande figuur toont het verloop van het inwonertal (bron: INSEE-tellingen).